# El Pont d'Alentorn
El Pont d'Alentorn és una entitat de població del municipi d'Artesa de Segre, a la comarca de la Noguera.
La caseria neix i rep el nom del pont que travessa el riu Segre per la carretera L-512 que va d'Artesa de Segre a Vilanova de Meià i que és la seva principal via de comunicació. Se situa entre el centre i el sud del terme municipal.

## Història
El pont es construeix a principis del segle XX en substitució de l'antic pont situat dos-cents metres més al sud en direcció a Vernet, aixecat a mitjans del segle xviii pel marquès de l'Ensenada i destruït durant la Primera Guerra Carlina, del que es conserven encara alguns pilars. Esdevingué de gran importància per ser el pas principal entre la plana de Lleida i els Pallars mentre no foren construïdes les carreteres C-13 i C-1412b.
La seva posició estratègica feu que sofrís danys considerables a causa dels bombardejos durant la Guerra Civil Espanyola fins a ser finalment volat pel bàndol republicà per impedir l'avanç de les tropes nacionals. Acabada la guerra, la reconstrucció del pont fou la primera gran obra pública realitzada a la zona. Provisionalment, es construí un pont de fusta de tres metres d'ample, per permetre el pas de persones sobre el riu i, acabada la reconstrucció, a més de reforçar-ne els pilars, s'hi afegiren voreres i baranes.